# Брендон Миллер
Брендон Миллер (англ. Brendon Miller, род. 30 августа 1976 года, Канзас-Сити, США) — американский порноактёр и музыкант.

## Карьера

### Порнография
В 2012 году Миллер сыграл Джокера в The Dark Knight XXX. За роль в этом фильме в 2013 году он получил премию XBIZ Award в номинации «лучшая мужская роль второго плана». Хотя он ушёл из порнобизнеса в 2014 году, чтобы сосредоточиться на своей музыкальной карьере, но вернулся в индустрию в 2015 году, чтобы повторить свою роль Джокера для Batman v Superman XXX: An Axel Braun Parody.
Миллер редактирует примерно половину фильмов, которые производит Сторми Дэниэлс.

### Музыка
Миллер — вокалист группы под названием The Wicked Outlaws. Помимо пения, он также является автором песен. В 2015 году он написал песню в стиле кантри-рок и снял видеоклип On The Run для порнофильма Wanted.

## Личная жизнь
Состоял в браке со Сторми Дэниэлс. У них есть дочь, родившаяся в январе 2011 года. В июле 2018 года Миллер подал на развод на основании обвинения Дэниэлс в прелюбодеянии и потребовал полной опеки над дочерью.
В настоящее время проживает в Далласе, Техас.

## Награды и номинации
| Год  | Церемония        | Результат | Номинация                                                      | Работа                             |
| ---- | ---------------- | --------- | -------------------------------------------------------------- | ---------------------------------- |
| 2012 | AVN Awards       | Номинация | Лучший мужчина-новичок                                         | н/д                                |
| 2012 | NightMoves Award | Победа    | Лучший исполнитель (выбор редакции)                            | н/д                                |
| 2012 | XBIZ Award       | Номинация | Новый исполнитель года                                         | н/д                                |
| 2012 | XRCO Award       | Номинация | Новичок                                                        | н/д                                |
| 2013 | AVN Award        | Номинация | Лучший актёр                                                   | Happy Endings                      |
| 2013 | AVN Award        | Номинация | Лучший актёр второго плана                                     | The Dark Knight XXX: A Porn Parody |
| 2013 | XBIZ Award       | Победа    | Лучший актёр второго плана                                     | The Dark Knight XXX: A Porn Parody |
| 2013 | XBIZ Award       | Номинация | Лучшая сцена — пародия (вместе с Пенни Пакс)                   | The Dark Knight XXX: A Porn Parody |
| 2014 | AVN Award        | Номинация | Лучший актёр                                                   | Divorcees                          |
| 2014 | AVN Award        | Номинация | Лучшая безопасная сексуальная сцена (вместе со Сторми Дэниэлс) | First Crush                        |
| 2014 | XBIZ Award       | Номинация | Лучший актёр — полнометражный фильм                            | Change of Heart                    |
| 2014 | XBIZ Award       | Номинация | Лучший актёр второго плана                                     | Divorcees                          |
| 2015 | AVN Award        | Номинация | Лучший актёр                                                   | Thor XXX: An Axel Braun Parody     |
| 2015 | XBIZ Award       | Номинация | Лучший актёр — пародия                                         | Thor XXX: An Axel Braun Parody     |
| 2015 | XBIZ Award       | Номинация | Лучший актёр — полнометражный фильм                            | Second Chances                     |